# No. 6
No. 6 (ナンバー・シックス?) es una novela japonesa de ciencia ficción compuesta de nueve volúmenes, escrita por Atsuko Asano y publicada por la editorial Kōdansha entre octubre de 2003 y junio de 2011. La adaptación al manga, ilustrado por Hinoki Kino, comenzó su serialización en marzo de 2011 en la revista Aria de Kōdansha. Una serie de anime fue adaptada por el estudio Bones y comenzó a transmitirse en Japón el 8 de julio de 2011 hasta el 15 de septiembre de ese mismo año, con un total de once episodios.

## Argumento
La historia tiene lugar en una ciudad utópica conocida como "No. 6", una de las seis únicas ciudades habitables luego de una guerra que casi extermina a la raza humana. Shion, un niño criado con privilegios, vive en un área exclusiva en No. 6. En la noche de su duodécimo cumpleaños, le da refugio a un muchacho herido que se llama a sí mismo como Nezumi (palabra japonesa para "rata"). Nezumi está siendo cazado por el área especial de seguridad de la ciudad y debe escapar. Desde ese momento, la vida de Shion cambia y tendrá que lidiar con la verdad que yace en el interior de la ciudad y sus secretos.

## Personajes
Shion (紫苑?)
Voz por: Yūki Kaji, Greg Ayres (Inglés)
Shion es un inteligente e idealista muchacho que solía vivir en el sector de Kronos junto a su madre, Karan, la zona de más alto nivel de n.º 6. La noche de su duodécimo cumpleaños, Shion ayudó y proporcionó refugio a un niño llamado Nezumi, incluso aún sabiendo que era un VC (término que se utiliza para denominar a una persona que posee un chip de violencia/criminal) y era buscado por las autoridades. A la mañana siguiente, Nezumi huye y Shion es abordado por agentes del área especial de seguridad, los cuales le interrogan y este se ve obligado a decirles la verdad. A consecuencia, es despojado de sus privilegios de élite, revocado de su beca y trasladado a los suburbios de Lost Town. Cuatro años más tarde, Shion, ahora de dieciséis años, trabaja en el mantenimiento de un parque manejando los robots de limpieza. Un día, Shion y su compañero de trabajo descubren el cuerpo de un hombre aparentemente anciano en el parque. Cuando la muerte del hombre no es reportada en las noticias y Shion descubre que el cuerpo en realidad pertenecía a un hombre de tan sólo treinta y un años de edad, comienza a sospechar de que el gobierno estaba encubriendo algo. 
Luego de presenciar la muerte de su compañero y ser testigo de como una avispa parásito emergía de su cuello, es arrestado bajo la pretensión de ser sospechoso de asesinato. Sin embargo, es rescatado por Nezumi, quien lo lleva con él al Bloque Oeste, en las afueras de la ciudad. Shion también había sido infectado por una avispa parásito y casi muere, siendo salvado nuevamente por Nezumi, quien extirpó la larva de su cuello antes de que tuviese tiempo de eclosionar. A pesar de sobrevivir, el cabello de Shion se tornó blanco y una cicatriz roja con extensión desde el tobillo a su rostro, apareció en su piel.
Nezumi (ネズミ?)
Voz por: Yoshimasa Hosoya, Kalob Martínez (Inglés)
Nezumi es un joven cínico y muy astuto con un pasado oscuro. Cuatro años atrás, mientras huía desesperadamente de las autoridades de n.º 6, encontró refugio con Shion, un niño de la ciudad, quien sanó su herida y le permitió pasar la noche en su habitación. Al día siguiente, Nezumi huyó y escapó hacia el Bloque Oeste. Años después, al enterarse de que Shion fue arrestado, Nezumi lo rescata y lo lleva con él a su hogar en el Bloque Oeste. Suele estar solo, aunque luego de conocer a Shion y vivir con este un tiempo se acostumbró a su presencia, e incluso Inukashi le insinuó que había cambiado debido a él. Desprecia n.º 6, llamándola "ciudad parásita" y busca a toda costa destruirla. Trabaja como actor en un teatro del Bloque Oeste, donde actúa y canta bajo el nombre artístico de Eve. Posee una gran habilidad en el manejo del cuchillo y tiene un agudo sentido para percibir el peligro y a las personas, sin embargo, a veces dice no entender a Shion. La habitación donde vive se encuentra llena de libros, la mayoría clásicos, aunque Shion mencionó que hay toda clase de libros ahí. Posee tres ratones a los que, pese a la oposición de Nezumi, Shion nombra Hamlet, Tsukiyo y Cravat.
Inukashi (イヌカシ?)
Voz por: Kei Shindō, Hilary Haag (Inglés)
Es un habitante del Bloque Oeste. Su género es ambiguo. Inukashi fue abandonado cuando era un bebé, pero fue cuidado y alimentado por una perra a la que Inukashi se refiere como "Madre". Renta un hostal, dónde, como servicio especial alquila sus perros como calentadores para sus clientes. También vende comida y ropa en el mercado del Bloque Oeste. Sostiene una relación de negocios con Nezumi intercambiando información y Shion lo ayuda normalmente a bañar a los perros. Se sabe que le tiene miedo a la muerte y Nezumi lo amenaza con no cantarle una canción para aliviar el dolor al momento de su muerte, si es que Inukashi no le ayuda. Más tarde, se hace cargo de Sion, un bebé al que Shion rescató.
Safu (サフ?)
Voz por: Kiyono Yasuno, Hilary Haag (Inglés)
Es una amiga de la infancia de Shion y habitante de n.º 6. Al igual que Shion, asistió a la misma clase especial cuando eran niños, aunque Safu se especializaba en el área de la neurología y estudia las emociones transmitidas por el cerebro. Al comienzo de la historia, Safu se marcha a estudiar al extranjero en la ciudad de n.º 5. Está enamorada de Shion y le pide que tenga relaciones con ella antes de marcharse, sin embargo, Shion se niega y le dice que siempre la ha visto como una amiga. Shion luego le dice que cuando regrese en dos años quizás podía podía tratar, a lo cual Safu le responde que era un idiota. Es muy apegada a su abuela, dando a entender que es su único pariente vivo. Al morir su abuela, Safu regresa a n.º 6 y busca a Shion, pero al enterarse de que está "perdido" visita a su madre, Karan, para saber acerca de su paradero. Más adelante en la historia, Safu es secuestrada por las autoridades y llevada al Instituto Correccional para ser usada en un experimento con el objetivo de obtener el poder absoluto de Elyurias ya que Safu y ella son la misma persona. En el capítulo 11, Safu reaparece y le pide como deseo a Elyurias (ya que esta le dijo que le concederia todo lo que ella quisiera, porque son el mismo ser) ver a Shion una última vez. Esta reaparece en este mismo capítulo para curar las heridas de Nezumi y revivir a Shion, utilizando la canción y el poder de Elyurias. No se sabe exactamente que fue de ella después de todo esto, debido a que se fue volando en la forma de Elyurias antes de que el Centro Correccional estallara.
Karan (カラン?)
Voz por: Rei Sakuma, Lesley Pedersen (Inglés)
Es la madre de Shion. Cuatro años atrás, cuando Karan y su hijo fueron trasladados a Lost Town, abrió una panadería llamada "Karan Bakery". Cuando Shion es llevado por los agentes de seguridad de n.º 6 cae en la desesperación, sin embargo, recibe un mensaje de Nezumi en el cual le informa que Shion se encuentra seguro en el Bloque Oeste. A veces se comunica con Nezumi y Shion a través de mensajes escritos en un trozo de papel por medio de uno de los ratones de Nezumi. Ella sigue trabajando en su panadería esperando el regreso de Shion. 
Rikiga (りきが?)
Voz por: Masaki Terasoma, Chris Hutchison (Inglés)
Es otro habitante del Bloque Oeste. Cuando era joven solía ser periodista en n.º 6, donde conoció a Karan, quien había ido a verlo por un artículo que había escrito. Rikiga se enamoró de ella, pero al confesarle su amor Karan lo rechazó. Al cerrase n.º 6, se quedó sin trabajo al no poder reportar nada y terminó en el Bloque Oeste. Para poder llevar una buena vida allí, comenzó a publicar una revista pornográfica y a darles mujeres a los altos funcionarios de n.º 6, los cuales vienen al Bloque Oeste en busca de diversión. Al ser el hijo de Karan, Rikiga siente empatía por Shion y a menudo se preocupa por él. También es fan de Eve, la personalidad artística de Nezumi, pero aun así lo trata con desdén.

## Media

### Novelas
No. 6 comenzó como una serie de novelas escritas por Atsuko Asano. Los nueve volúmenes fueron publicados por la editorial Kōdansha entre el 10 de octubre de 2003 y el 11 de junio de 2011. Un volumen especial titulado No.6 beyond, el cual narra varias historias acerca de las vidas de los personajes antes y después de la historia principal, fue publicado el 22 de noviembre de 2012.
| Número       | Fecha de publicación     | ISBN                   |
| ------------ | ------------------------ | ---------------------- |
| 1            | 10 de octubre de 2003    | ISBN 978-4-06-212065-4 |
| 2            | 10 de febrero de 2004    | ISBN 978-4-06-212229-0 |
| 3            | 8 de octubre de 2004     | ISBN 978-4-06-212585-7 |
| 4            | 22 de agosto de 2005     | ISBN 978-4-06-269358-5 |
| 5            | 5 de septiembre de 2006  | ISBN 978-4-06-269371-4 |
| 6            | 21 de septiembre de 2007 | ISBN 978-4-06-269384-4 |
| 7            | 10 de octubre de 2008    | ISBN 978-4-06-269397-4 |
| 8            | 21 de julio de 2009      | ISBN 978-4-06-269421-6 |
| 9            | 4 de junio de 2011       | ISBN 978-4-06-269443-8 |
| N.º 6 Beyond | 22 de noviembre de 2012  | ISBN 978-4-06-269463-6 |

### Manga
La adaptación a serie de manga fue ilustrada por Hinoki Kino y comenzó su serialización en marzo de 2011 por Kōdansha, finalizando en diciembre de 2013. Kōdansha Comics, una rama de la editorial establecida en Estados Unidos, publicó el primer volumen en América en junio de 2013.
| Número | Fecha de publicación    | ISBN                   |
| ------ | ----------------------- | ---------------------- |
| 1      | 7 de junio de 2011      | ISBN 978-4-06-380518-5 |
| 2      | 7 de septiembre de 2011 | ISBN 978-4-06-380533-8 |
| 3      | 6 de enero de 2012      | ISBN 978-4-06-380556-7 |
| 4      | 7 de junio de 2012      | ISBN 978-4-06-380575-8 |
| 5      | 5 de octubre de 2012    | ISBN 978-4-06-380593-2 |
| 6      | 7 de marzo de 2013      | ISBN 978-4-06-380617-5 |
| 7      | 7 de agosto de 2013     | ISBN 978-4-06-380642-7 |
| 8      | 6 de diciembre de 2013  | ISBN 978-4-06-380660-1 |
| 9      | 7 de marzo de 2014      | ISBN 978-4-06-380680-9 |

### Anime
La adaptación a serie de anime fue producida por el estudio de animación Bones y dirigida por Kenji Nagasaki. El episodio debut fue transmitido por Fuji TV el 7 de julio de 2011. El tema de apertura es "Spell" por el grupo musical Lama, mientras que el tema de cierre es "Rokutōsei no Yoru" (六等星の夜) por la cantante Aimer. Sentai Filmworks ha licenciado el anime para el público estadounidense, mientras que la edición en DVD y Blu-ray fue lanzado el 21 de agosto de 2012.

#### Lista de episodios
| #  | Título                                                                                              | Estreno                  |
| -- | --------------------------------------------------------------------------------------------------- | ------------------------ |
| 1  | «Rata ahogada» «Bishonure Nezumi» (びしょぬれネズミ)                                                | 7 de julio de 2011       |
| 2  | «Ciudad adornada en luz» «Hikari Matou Machi» (光まとう街)                                          | 14 de julio de 2011      |
| 3  | «Vida y muerte» «Sei to Shi to» (生と死と)                                                          | 21 de julio de 2011      |
| 4  | «Bueno y malo» «Ma to Sei» (魔と聖)                                                                 | 28 de julio de 2011      |
| 5  | «Ángel de la muerte» «Meifu no Tenshi» (冥府の天使)                                                 | 4 de agosto de 2011      |
| 6  | «Peligros ocultos» «Hisoyakana Kiki» (密やかな危機)                                                 | 11 de agosto de 2011     |
| 7  | «Mentiras verdaderas, verdades falsas» «Shinjitsu no Uso Kyokō no Shinjitsu» (真実の嘘・虚構の真実) | 18 de agosto de 2011     |
| 8  | «La razón para eso es...» «Sono Wake wa...» (そのわけは…)                                           | 25 de agosto de 2011     |
| 9  | «Etapa de desastre» «Saiyaku no Butai» (災厄の舞台)                                                 | 1 de septiembre de 2011  |
| 10 | «Lo que yace en el abismo» «Naraku ni aru mono» (奈落にあるもの)                                    | 8 de septiembre de 2011  |
| 11 | «Dime la verdad» «Tsutaetekure, arinomama wo» (伝えてくれ、ありのままを)                            | 15 de septiembre de 2011 |